# Charmion (Kleopatras tjänare)
Charmion (Grekiska: Χάρμιον; från antikens grekiska χάρμα (kharma) 'glädjens källa'), även Charmian, död 30 f.Kr., var anställd och förtrogen till drottning Kleopatra VII. 
Plutarchos beskriver Charmion, eunucken Mardion, Potheinus, och hårfrisörskan Iras som medlemmar av Kleopatras innersta privata cirkel förtrogna rådgivare och medarbetare, och uppger att hon skötte affärerna i Kleopatras regering.
Charmion och Iras begick självmord tillsammans med Kleopatra år 30 f.Kr, och Charmion var den som avled sist. Hon var den enda av de tre som fortfarande var vid liv då romarna upptäckte självmord, och hann yttra en kommentar på en fråga från romarna innan hon kollapsade och avled. 
Charmion har blivit berömd för sitt deltagande i Kleopatras självmord och ständigt skildrats i historien om Kleopatra. 